# Menophra senilis
Menophra senilis är en fjärilsart som beskrevs av Butler 1878. Menophra senilis ingår i släktet Menophra och familjen mätare. Inga underarter finns listade i Catalogue of Life.